# Ahmed Januzi
Ahmed Januzi (Vushtrri, 8 juli 1988) is een Albanees voetballer die doorgaans speelt als spits. In juli 2025 verliet hij KF Llapi. Januzi maakte in 2010 zijn debuut in het Albanees voetbalelftal.

## Clubcarrière
Januzi speelde in de jeugdopleiding van FC Prishtina. Op zijn negentiende maakte hij de overstap naar Besa Kavajë in Albanië. Voor die club speelde Januzi dertig wedstrijden, waarin hij zeven doelpunten wist te maken. In het voorjaar van 2007 maakte de spits de overstap naar de Oekraïense club Vorskla Poltava. Op 7 maart 2007 debuteerde hij, toen op bezoek bij Sjachtar Donetsk met 2–1 verloren werd. Een half uur voor tijd mocht hij als invaller het duel betreden en hij wist dat duel ook het doelpunt van Vorskla te maken. In de zomer van 2016 maakte Januzi de overstap naar FC Prishtina. Na twee jaar verliet hij Prishtina weer, om voor KF Llapi te gaan voetballen. In 2019 keerde Januzi terug bij FC Prishtina en via opnieuw KF Llapi tekende hij medio 2021 voor KF Dukagjini. Twee jaar later keerde hij voor de tweede maal terug bij KF Llapi.

## Clubstatistieken
| Seizoen | Club            | Competitie   | Competitie | Competitie | Beker | Beker | Internationaal | Internationaal | Totaal | Totaal |
| Seizoen | Club            | Competitie   | Wed.       | Dlp.       | Wed.  | Dlp.  | Wed.           | Dlp.           | Wed.   | Dlp.   |
| ------- | --------------- | ------------ | ---------- | ---------- | ----- | ----- | -------------- | -------------- | ------ | ------ |
| 2006/07 | Besa Kavajë     | Kategoria A2 | 30         | 7          | 0     | 0     | —              | —              | 30     | 7      |
| 2006/07 | Vorskla Poltava | Premjer Liha | 9          | 1          | 0     | 0     | —              | —              | 9      | 1      |
| 2007/08 | Vorskla Poltava | Premjer Liha | 23         | 1          | 2     | 0     | —              | —              | 25     | 1      |
| 2008/09 | Vorskla Poltava | Premjer Liha | 20         | 2          | 5     | 0     | —              | —              | 25     | 2      |
| 2009/10 | Vorskla Poltava | Premjer Liha | 24         | 2          | 2     | 0     | 1              | 0              | 27     | 2      |
| 2010/11 | Vorskla Poltava | Premjer Liha | 21         | 8          | 2     | 0     | —              | —              | 23     | 8      |
| 2011/12 | Vorskla Poltava | Premjer Liha | 27         | 8          | 1     | 0     | 11             | 4              | 39     | 12     |
| 2012/13 | Vorskla Poltava | Premjer Liha | 12         | 3          | 1     | 0     | —              | —              | 13     | 3      |
| 2013/14 | Vorskla Poltava | Premjer Liha | 18         | 2          | 2     | 0     | —              | —              | 20     | 2      |
| 2014/15 | Vorskla Poltava | Premjer Liha | 14         | 1          | 5     | 1     | —              | —              | 19     | 2      |
| 2015/16 | Vorskla Poltava | Premjer Liha | 0          | 0          | 0     | 0     | —              | —              | 0      | 0      |
| Totaal  | Totaal          | Totaal       | 186        | 35         | 20    | 1     | 12             | 4              | 218    | 40     |

Bijgewerkt op 21 juli 2025.

## Interlandcarrière
Januzi maakte op 17 november 2010 zijn debuut in het Albanees voetbalelftal. Op die dag werd met 0–0 gelijkgespeeld tegen Macedonië. De aanvaller mocht van bondscoach Josip Kuže zeventien minuten voor het einde van het duel invallen voor Hamdi Salihi. Tijdens zijn zevende interlandwedstrijd, thuis tegen Armenië (2–0 winst), kreeg Januzi zijn eerste basisplaats van Gianni De Biasi, die inmiddels bondscoach was geworden.
| Interlands van Ahmed Januzi voor Albanië | Interlands van Ahmed Januzi voor Albanië | Interlands van Ahmed Januzi voor Albanië | Interlands van Ahmed Januzi voor Albanië | Interlands van Ahmed Januzi voor Albanië | Interlands van Ahmed Januzi voor Albanië | Interlands van Ahmed Januzi voor Albanië |
| №                                        | Datum                                    | Wedstrijd                                | Uitslag                                  | Competitie                               | Goals                                    |                                          |
| Als speler bij Vorskla Poltava           | Als speler bij Vorskla Poltava           | Als speler bij Vorskla Poltava           | Als speler bij Vorskla Poltava           | Als speler bij Vorskla Poltava           | Als speler bij Vorskla Poltava           | Als speler bij Vorskla Poltava           |
| ---------------------------------------- | ---------------------------------------- | ---------------------------------------- | ---------------------------------------- | ---------------------------------------- | ---------------------------------------- | ---------------------------------------- |
| 1                                        | 17 november 2010                         | Albanië – Macedonië                      | 0 – 0                                    | Vriendschappelijk                        |                                          |                                          |
| 2                                        | 7 oktober 2011                           | Frankrijk – Albanië                      | 3 – 0                                    | EK 2012 kwalificatie                     |                                          |                                          |
| 3                                        | 11 oktober 2011                          | Albanië – Roemenië                       | 1 – 1                                    | EK 2012 kwalificatie                     |                                          |                                          |
| 4                                        | 11 november 2011                         | Albanië – Azerbeidzjan                   | 0 – 1                                    | Vriendschappelijk                        |                                          |                                          |
| 5                                        | 15 november 2011                         | Macedonië – Albanië                      | 0 – 0                                    | Vriendschappelijk                        |                                          |                                          |
| 6                                        | 29 februari 2012                         | Georgië – Albanië                        | 2 – 1                                    | Vriendschappelijk                        |                                          |                                          |
| 7                                        | 14 augustus 2013                         | Albanië – Armenië                        | 2 – 0                                    | Vriendschappelijk                        |                                          |                                          |
| 8                                        | 10 september 2013                        | IJsland – Albanië                        | 2 – 1                                    | WK 2014 kwalificatie                     |                                          |                                          |

Bijgewerkt op 21 juli 2025.

## Erelijst
| Koebok Oekrajiny | 1 | 2008/09 |